# Dreaming of Me
«Dreaming of Me» és el senzill de debut de la banda britànica Depeche Mode publicat el 20 de febrer de 1981. Fou enregistrat al desembre de 1980 als Blackwing Studios.
De la cançó existeixen dues versions, una amb fade out i una altra sense. L'edició original no conté fade out però en posteriors rellançaments de l'àlbum Speak and Spell (1988 i 2006) s'hi van incloure alternativament. Per la cara-B "Ice Machine", també es van editar dues versions amb seguint el mateix estil i també fou inclosa en les reedicions de Speak & Spell. Durant la gira Some Great Reward van enregistrar una versió en directe de la cara-B que es va incloure en el senzill "Blasphemous Rumours" (1984).
Degut al poc èxit que va tenir en la llista britànica, la cançó no fou inclosa originalment en l'àlbum Speak & Spell, però si en el rellançament del disc com a cançó extra. En el rellançament de l'any 2006 fou inclosa al final l'àlbum just després de la llista de cançons original.

## Llista de cançons
7": Mute / 7Mute13 (Regne Unit)
1. "Dreaming of Me" – 4:03
2. "Ice Machine" – 4:06

CD: Mute / CDMute13 (Regne Unit, 1991)
1. "Dreaming of Me" – 3:46
2. "Ice Machine" – 3:54

CD: Sire / Reprise (Estats Units, 1991 i 2004)
1. "Dreaming of Me" – 4:03
2. "Dreaming of Me" – 3:46
3. "Ice Machine" – 4:06
4. "Ice Machine" – 3:54

- Totes les cançons escrites per Vince Clarke.